# Вентура, Джоакино
Джоакино Вентура (итал. Gioacchino Ventura, (dei baroni) di Raulica; 8 декабря 1792, Палермо[…] — 2 августа 1861, Версаль[…]) — итальянский политический и религиозный деятель, католический проповедник,  философ

 и богослов; последователь Фомы Аквината.

## Биография
Джоакино Вентура родился 8 декабря 1792 года в городе Палермо, на острове Сицилия.
Принадлежал сначала к ордену иезуитов, потом к ордену театинцев, в котором, как талантливый проповедник, скоро достиг высших ступеней. 
В своей брошюре «La causa dei regolari al tribunale del buono sensu» Вентура обнаружил крупный полемический талант. Принимая деятельное участие в издававшейся в Неаполе «Encyclopedia ecclesiastica», Вентура явился проводником в Италии идей Ламеннэ (первого периода его деятельности). За надгробное слово римскому папе Пию VII и сочинение «О влиянии XVI века» он заслужил почётное прозвище итальянского Боссюэта. 
В 1828 году книга Д. Вентуры «De methodo philosophandi» спровоцировала нападки на автора со стороны протестантов и галликан, и даже упомянутый выше Фелисите Робер де Ламенне написал ряд статей с едкой критикой Вентуры в журнале «L’Avenir» (букв. «Будущее»). 

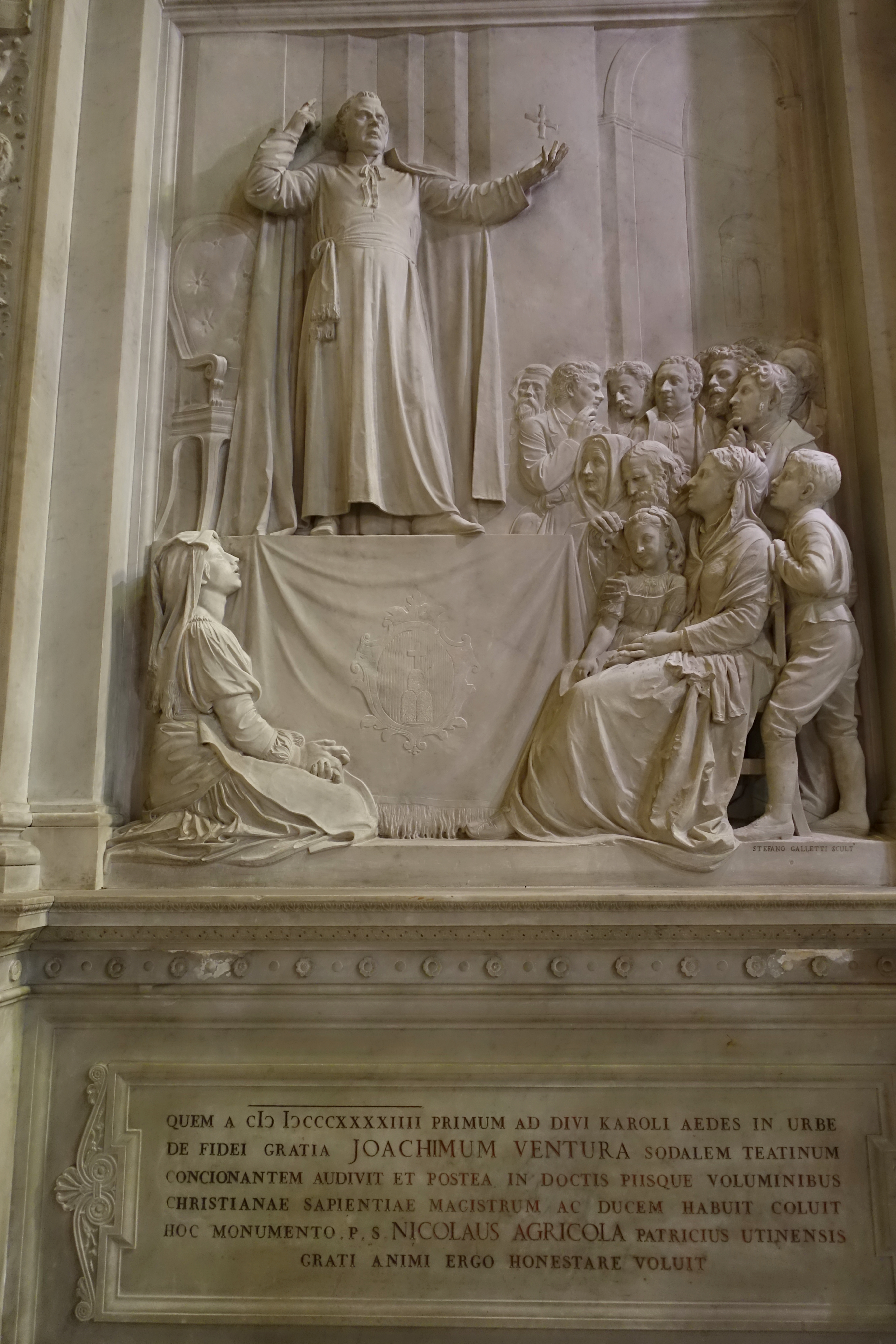
Проповедь Вентуры
(барельеф в Риме в церкви
Сант-Андреа-делла-Валле)

После того как Пий IX вступил на папский престол Джоакино Вентура увлекся общим движением, и два его надгробных слова (Даниэлю О’Коннеллю и жертвам венской осады) стали заметными событиями в религиозных и политических кругах Италии. 
Как уроженец Палермо, Дж. Вентура выступил с тремя памфлетами в защиту независимости Сицилии и законности нового сицилийского правительства, приняв на себя с согласия римского папы звание уполномоченного этого правительства при ватиканском дворе. Вместе с аббатом Розмини Вентура пытался образовать итальянскую федерацию под временным главенством папы; когда это не удалось, и папа бежал в Гаэту, Вентура в ряде статей в «Римском Мониторе» горячо отстаивал необходимость отделения церкви от государства. Потеряв вследствие всего этого доверие ультрамонтан, Вентура после восстановления папской власти оставил Рим и переехал в Чивитавеккью, а затем и вовсе покинул Италию и поселился во Франции. 
В 1849 году Вентура издал во Франции «Письма к протестантскому министру», где, среди прочего, говорит, что «папа из-за клочка земли потеряет Церковь». 
Как богослов, Вентура держался того воззрения, что в средние века, а именно в Фоме Аквинском, католицизм достиг высшей точки своего исторического значения. 
Джоакино Вентура скончался 2 августа 1861 года в Версале.
Личная жизнь Вентуры была безупречной; он оставался верным католиком до конца своей жизни.